# Ao Bà Om
Ao Bà Om hay Ao Vuông là một thắng cảnh nổi tiếng ở tỉnh Trà Vinh, Việt Nam.

## Khái quát chung
Ao Bà Om thuộc khóm 3, phường 8, thành phố Trà Vinh (trước đây là ấp Tà Cụ, xã Nguyệt Hóa, huyện Châu Thành), cách trung tâm thành phố Trà Vinh khoảng 7 km dọc theo Quốc lộ 53 về phía Tây Nam. Ao có hình chữ nhật, rộng 300 m, dài 500 m (vì gần với hình vuông nên còn được gọi là Ao Vuông), diện tích hơn 300 ha, gồm 3 phần chính là ao, bờ ao và rừng cây cổ thụ bao quanh. Mặt nước ao trong xanh và phẳng lặng được phủ bởi hoa sen, hoa súng. Ao được bao bọc xung quanh bởi các gò cát mấp mô với các hàng cây sao, cây dầu cổ thụ hàng trăm năm tuổi có rễ nổi lên khỏi mặt đất tạo nên những hình thù kì lạ.
Theo truyền thuyết, để có hồ nước ngọt dùng trong mùa khô, dân làng người Khmer đã tổ chức cuộc thi đào ao giữa hai nhóm phái nam và nữ, đồng thời phái nào thua sẽ phải đi cưới hỏi phái kia. Bên phái nam ỷ sức mạnh, vừa làm vừa chơi. Bên phái nữ, dưới sự lãnh đạo của người tên Om, đã dùng nhiều mưu mẹo để trì hoãn nhóm nam. Khi đào gần xong, họ còn cho thả đèn lồng ở phía đông làm cho nhóm nam lầm tưởng sao Mai đã mọc nên nghỉ sớm. Sau cuộc thi, nhóm nam thua cuộc và ao của họ hiện vẫn còn dấu tích, tuy đã cạn nước. Ao của nhóm nữ được đặt theo tên của bà Om. 
Ngày nay, ao Bà Om là nơi vui chơi của nhiều người dân, học sinh sinh viên và các cặp đôi mới cưới.
Gần ao có chùa Âng (chùa Angkorajaborey), là ngôi chùa Khmer cổ nhất Trà Vinh. Theo truyền thuyết, chùa được xây dựng vào năm 990, với lối kiến trúc được đánh giá là độc đáo và hài hoà với cảnh sắc thiên nhiên xung quanh.

## Di tích cấp Quốc gia
Ngày 20 tháng 7 năm 1994, Bộ Văn hoá – Thông tin ban hành Quyết định số 921-QĐ/BT công nhận Ao Bà Om là di tích cấp Quốc gia thuộc loại hình danh lam thắng cảnh. 

## Hình ảnh

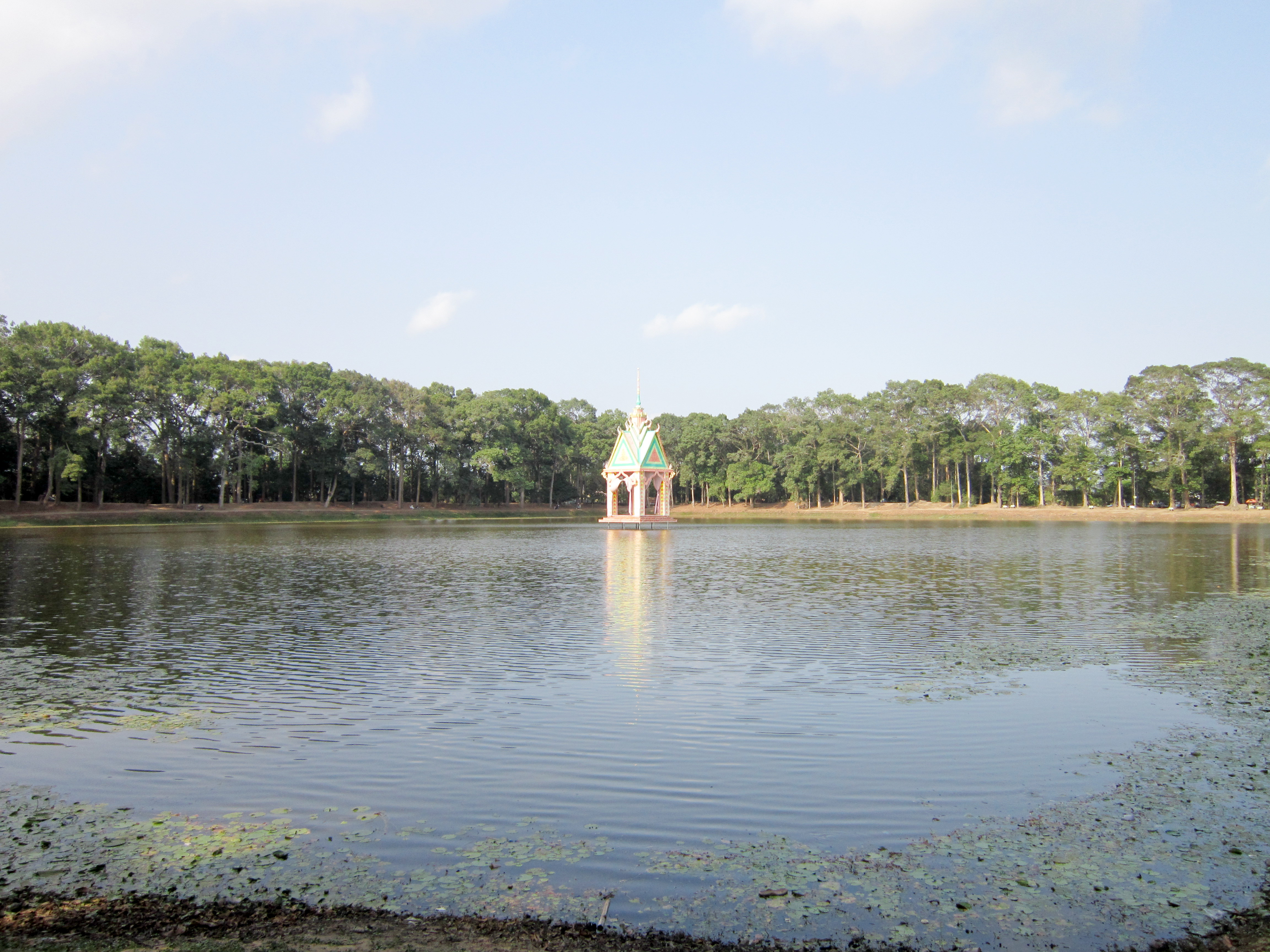
Ao Bà Om
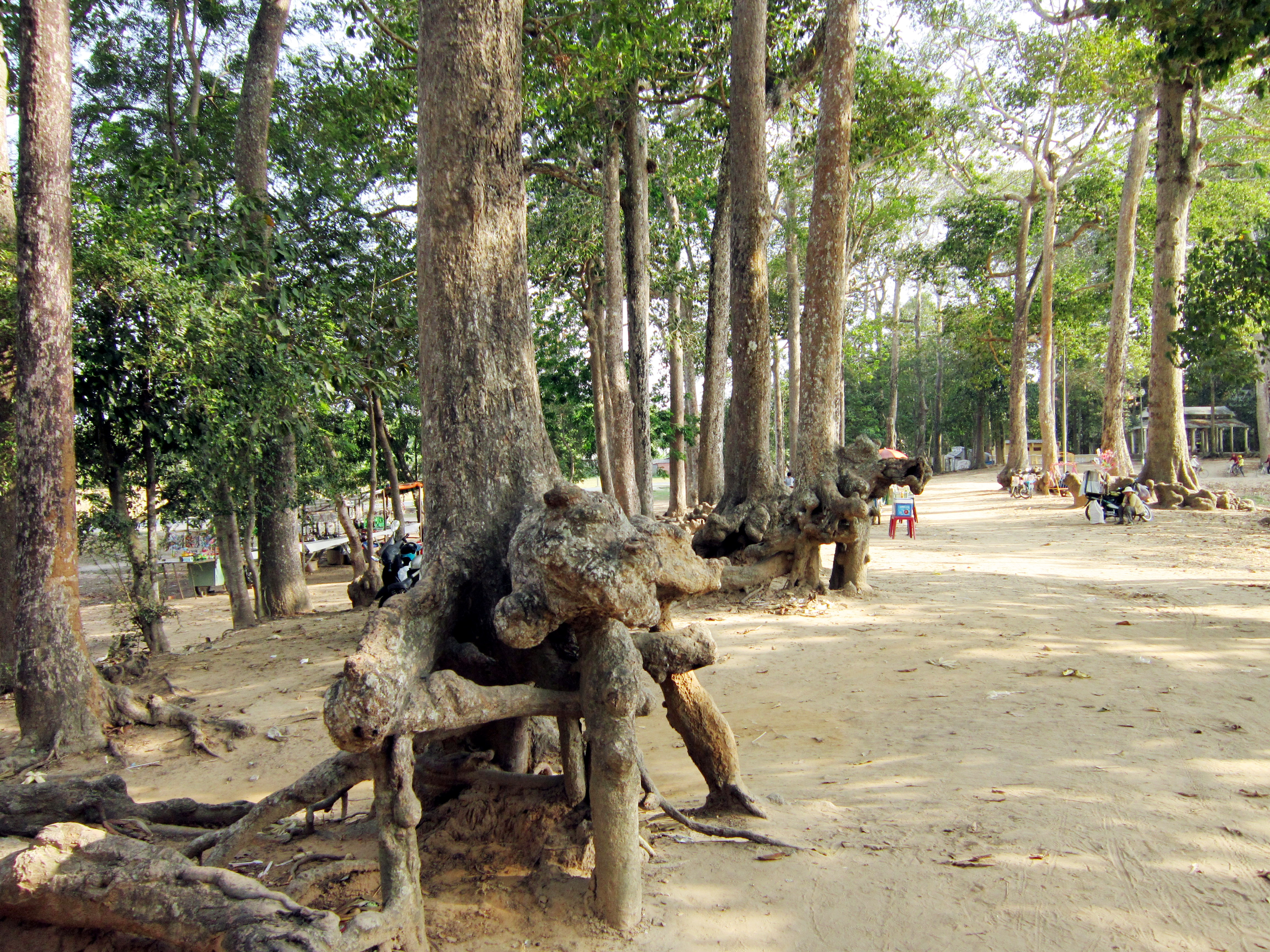
Xung quanh ao có nhiều cây cổ thụ hàng trăm năm tuổi
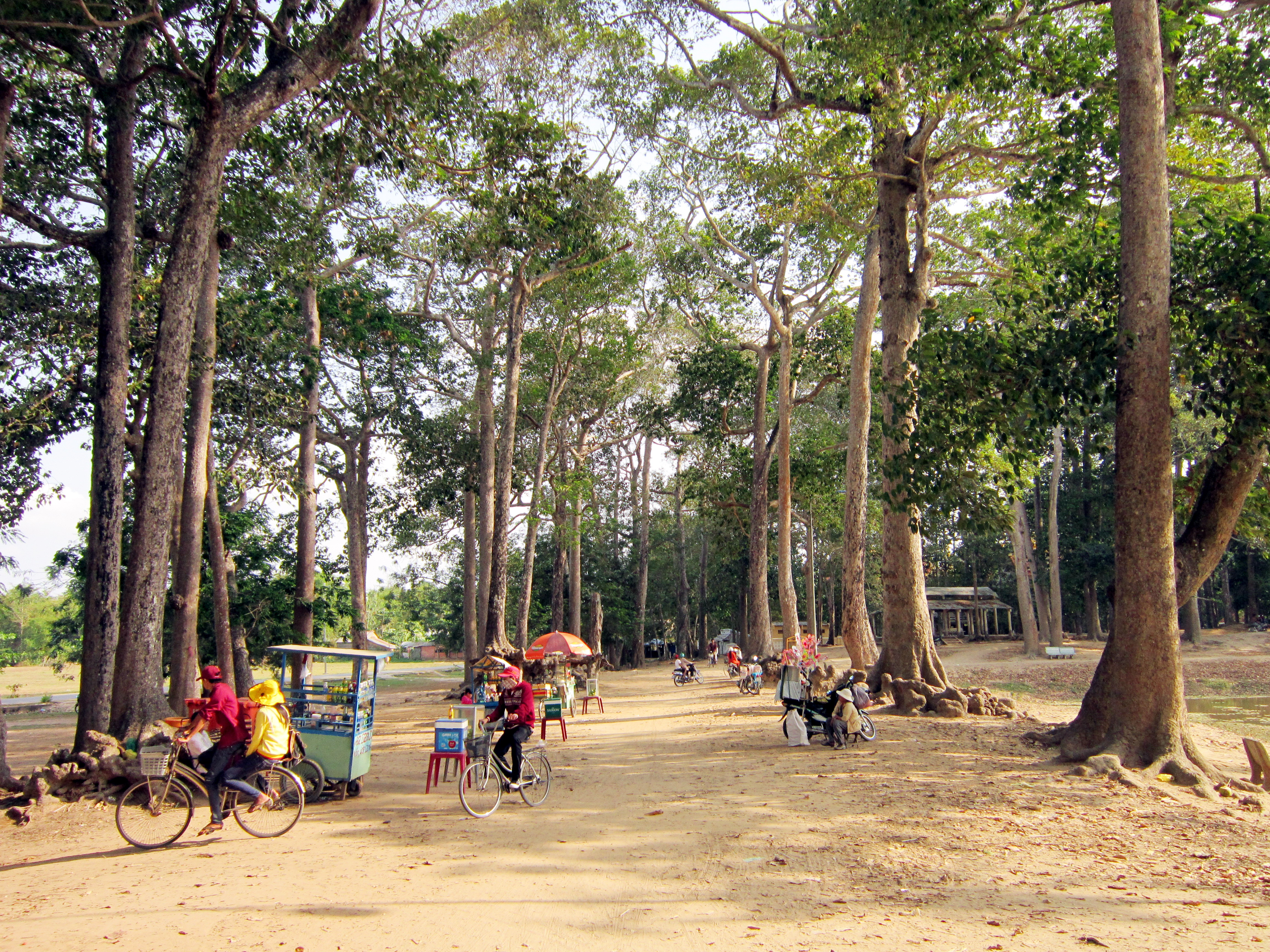
Người dân thường đến khu vực ao để vui chơi
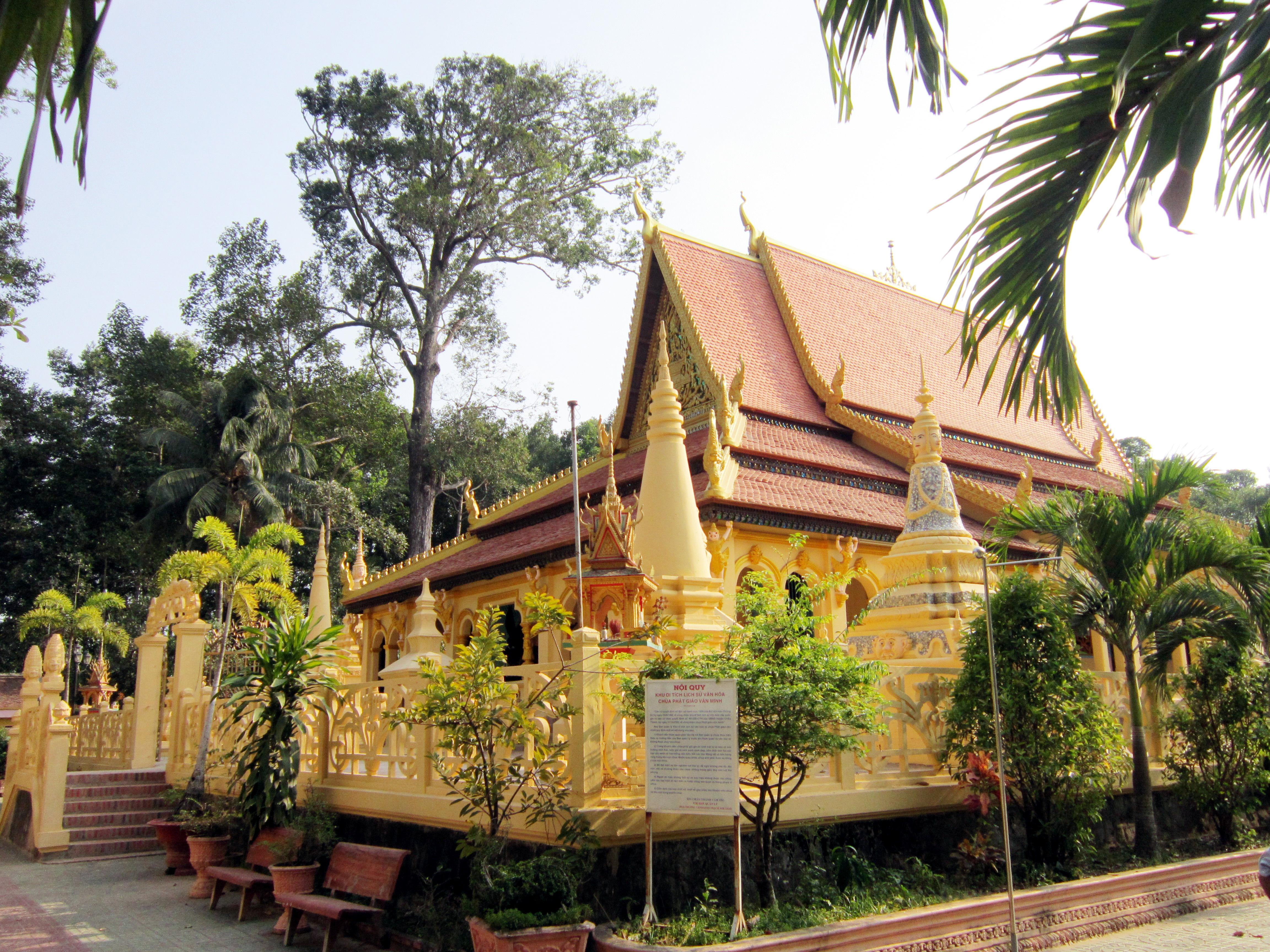
Bên ao là một ngôi chùa cổ (Chùa Âng, tên Khmer: Angkorajaborey)